# Johann Carl Friedrich von Dallwitz

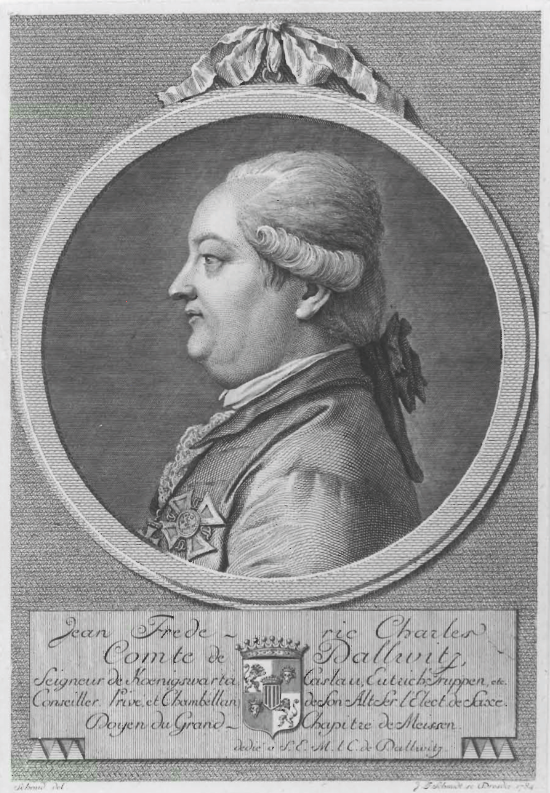
Johann Carl Friedrich Graf von Dallwitz

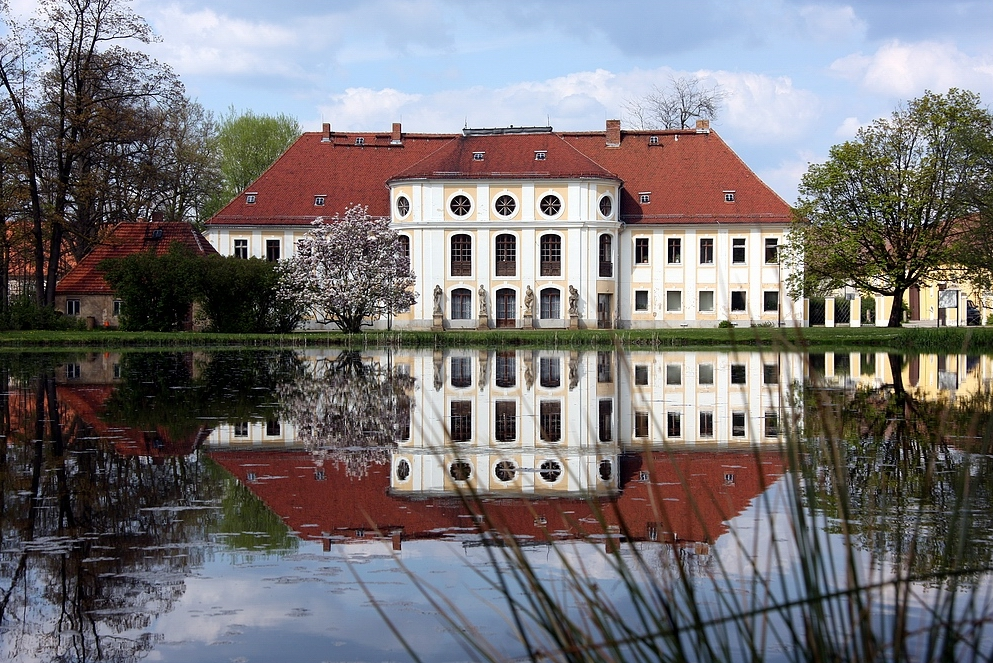
Schloss Königswartha

Johann Carl Friedrich Graf von Dallwitz (auch: Johann Friedrich Carl Graf von Dallwitz(-Schaffgotsch)) (* 22. Mai 1742 in Königswartha; † 6. Dezember 1796 in Dresden), Herr auf Königswartha, Caßlau, Eutrich, Truppen, Johnsdorf, Caminau, Neudorf und Koblenz, war Geheimrat, Domdechant und Prälat des Hochstifts Meißen sowie ein Pionier der prähistorischen Archäologie.

## Leben
Graf Johann Carl Friedrich entstammte dem Adelsgeschlecht Dallwitz (Scof) und war das zweite Kind des Reichsgrafen Johann Casimir (der Jüngere) von Dallwitz (1715–1762) und der Augusta Wilhelmine Vitzthum von Eckstädt. Er wuchs auf dem Dallwitzschen Schloss in Kohlo auf, besuchte dann die Ritterakademie zu Braunschweig und studierte in Göttingen, Erlangen und Leipzig. 1763 wurde er kurfürstlich sächsischer Kammerherr, 1764 Domherr zu Meißen, 1768 Appellationsrat, 1776 Geheimrat und 1778 Domdechant sowie Prälat des Hochstifts zu Meißen. Er war außerdem Dompropst zu Bautzen. 1768 vermählte er sich mit der Freiin Johanna Margarethe von Racknitz, Tochter des Freiherrn Gallus Maximilian von Racknitz (1711–1758) auf Lockwitz und der Gräfin Francisca Friederika Henriette von Flemming. Von 1780 bis 1796 erbaute er das stattliche Schloss Königswartha.

## Prähistorische Archäologie
Bei der Anlegung des Parks von Königswartha stieß man auf einen Begräbnisplatz der Bronzezeit. Der Graf erkannte den Wert des Fundes in einer Zeit, in der die Anerkennung der Ur- und Frühgeschichtsforschung noch in weiter Ferne lag. Er ließ sämtliche Fundstücke, Urnen und Metallgegenstände von Dresdner Künstlern abzeichnen. Diese Zeichnungen gab er in einem vom Dresdener Architekten und Maler Julius Friedrich Knöbel gefertigten fast 200-seitigen Prachtband unter dem Titel „Koenigswartha subterranea“ heraus. Die gefundenen Objekte sowie ein Exemplar des Zeichnungsbandes erwarb 1798 die Oberlausitzische Gesellschaft der Wissenschaften. Sie werden heute im Kulturhistorischen Museum Görlitz und der Oberlausitzischen Bibliothek der Wissenschaften zu Görlitz aufbewahrt.